# Droit taïwanais

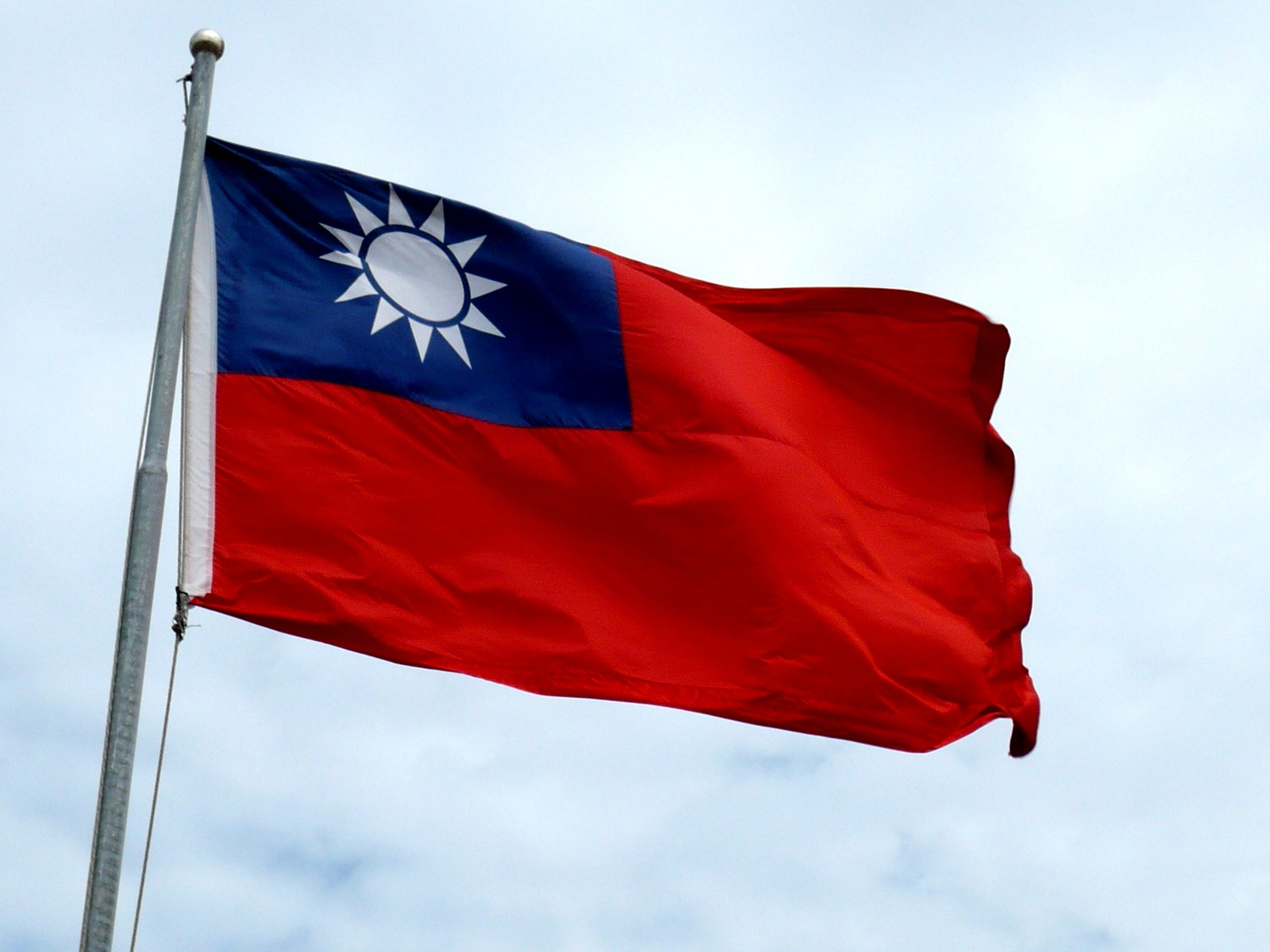
Drapeau de la République de Chine (Taïwan)

Le droit taïwanais est l'ensemble des normes constitutionnelles et législatives s'appliquant à Taïwan.

## Histoire
L'histoire du droit à Taïwan est influencée à la fois par l'empire Qing, par la colonisation japonaise, par l'implantation de la République de Chine, et par l'interaction des peuples autochtones avec ces différents régimes,.

## Sources du droit

### Constitution
La Constitution est la norme suprême de Taïwan.

### Législation
Le pouvoir législatif est confié au Parlement de Taïwan.

## Sources

## Compléments